# Chamblee (Georgia)
Chamblee ist eine Stadt im DeKalb County des US-Bundesstaates Georgia. Sie hat 30.164 Einwohner (Stand: 2020) und ist Teil der Metropolregion Atlanta.

## Geschichte
Das Gebiet, das später zu Chamblee werden sollte, war ursprünglich ein Milchviehbetrieb. Im späten 19. Jahrhundert wurde in Chamblee eine Kreuzung zweier Eisenbahnlinien gebaut; eine beförderte Passagiere von Atlanta nach Charlotte, North Carolina, während die andere Arbeiter und Waren von einer Fabrik in Roswell nach Atlanta hin- und hertransportierte. An der Kreuzung entstand eine Siedlung, die als Roswell Junction bekannt wurde, und der United States Postal Service beschloss, dort ein Postamt einzurichten. Da man jedoch das Gefühl hatte, dass der Name der Siedlung dem nahegelegenen Roswell zu ähnlich war, wählte man aus einer Liste von Antragstellern zufällig Chamblee als neuen Namen für das Postamt aus. Chamblee wurde 1907 gegründet.
Während des Ersten und Zweiten Weltkriegs diente Chamblee als Standort von US-Militäroperationen. Während des Ersten Weltkriegs betrieben die USA das Camp Gordon, das 40.000 Soldaten beherbergte. Dieser Zustrom von neuen Menschen führte zu einem Bauboom in der Stadt. Camp Gordon wurde nach dem Krieg geschlossen und dann zu Beginn des Zweiten Weltkriegs als Navy Flight Training Center wiedereröffnet.
Unmittelbar nach dem Zweiten Weltkrieg erlebte Chamblee aufgrund der Nähe zum neu eröffneten General-Motors-Werk im benachbarten Doraville einen Zuwachs an Arbeitern und Einwohnern. Auch entlang des neu errichteten Peachtree Industrial Boulevard siedelten sich Produktionsbetriebe an. In den 1980er Jahren hatte sich ein Großteil der industriellen Basis der Stadt verkleinert oder war erodiert; an ihre Stelle traten multiethnische Unternehmen, die die Einwanderer und Flüchtlinge versorgten, die aufgrund der erschwinglichen Wohnungen in Chamblee und Doraville massenhaft zuzogen. Zur Zeit der Olympischen Sommerspiele 1996 hatte sich Chamblee zu einer multikulturellen Stadt entwickelt, die von einer großen Einwanderergemeinde bewohnt wird und über eine eigene Chinatown verfügt.

## Demografie
Nach der Schätzung von 2019 leben in Chamblee 30.307 Menschen. Die Bevölkerung teilte sich im selben Jahr auf in 58,9 % Weiße, 16,2 % Afroamerikaner, 6,8 % amerikanische Ureinwohner, 7,8 % Asiaten und 6,8 % mit zwei oder mehr Ethnizitäten. Hispanics oder Latinos aller Ethnien machten 37,4 % der Bevölkerung aus. Das mittlere Haushaltseinkommen lag bei 61.797 US-Dollar und die Armutsquote bei 19,9 %.